# Astronàutica

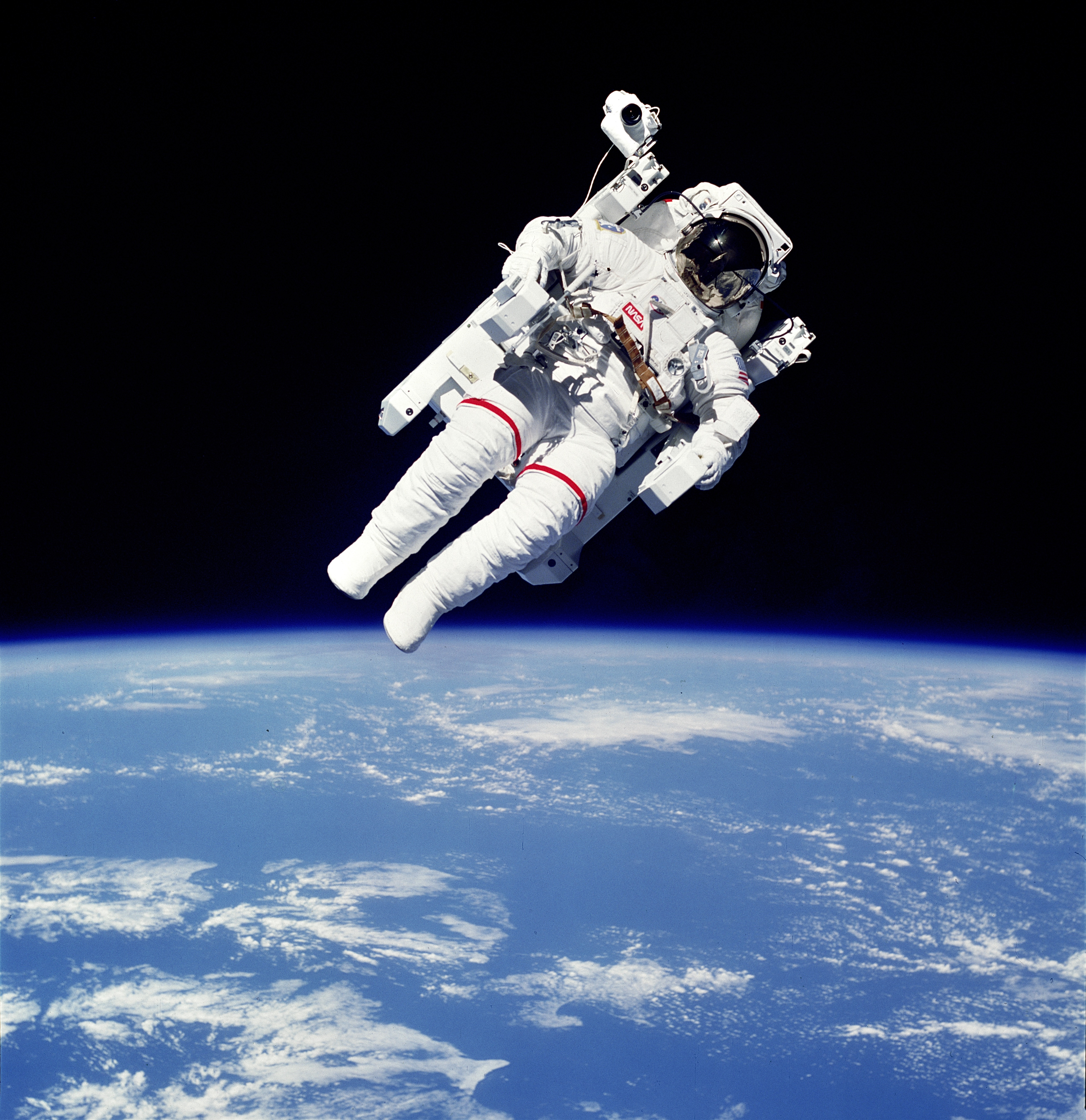
Passeig espacial

L'astronàutica —anomenada 'cosmonàutica', rus: Космонавтика, a l'antiga Unió Soviètica i avui als països que la componien i també als que foren part del camp socialista— és la teoria i la pràctica de la navegació fora de l'atmosfera terrestre, basada en el disseny i construcció d'aparells pensats per treballar i funcionar en l'espai, siguin tripulats o no tripulats.
D'acord amb les definicions de la Fédération Aéronautique Internationale (FAI), l'astronàutica es dedica a totes aquelles activitats aeronàutiques situades per sobre de l'anomenada Línia de Karman ubicada a uns 100 quilòmetres sobre la superfície de la terra.

## Les lleis fonamentals de l'astronàutica
Les lleis fonamentals de l'astronàutica són la llei de Newton de la gravitació universal i les lleis del moviment de Newton mentre que l'eina matemàtica fonamental és el càlcul diferencial. Les lleis del moviment dels planetes de Kepler en poden deduir d'aquelles, i s'han d'aplicar quan un cos en òrbita està subjecte només a la força de la gravetat d'un estel. Quan s'aplica una força propulsiva a un vehicle espacial els seus moviments són el resultat de les lleis de la gravitació modulades pels principis del moviment (Newton), tots ells ja esmentats.

### La velocitat d'escapament
La fórmula de la velocitat d'escapament es dedueix fàcilment com segueix.
L'energia específica (energia per unitat de massa) de qualsevol vehicle espacial està composta per dos components, l'energia potencial específica i l'energia cinètica. L'energia potencial específica associada a un planeta de massa M ve donada per 
mentre que l'energia cinètica específica d'un objecte ve donada per 
Degut a la conservació de l'energia, l'energia orbital específica total és
que no depèn de la distància, {\displaystyle r}, des del centre del cos central al vehicle espacial en qüestió. Per tant, l'objecte pot abastar un {\displaystyle r} infinit si aquesta quantitat és no negativa, la qual cosa suposa
La velocitat d'escapament de la superfície de la Terra és d'uns 11 km/s, però aquesta velocitat és massa baixa per enviar un cos a una distància infinita degut a la gravetat del Sol. La velocitat d'escapament del sistema solar en la proximitat de la Terra és d'uns 42 km/s.

## Història

Robert Goddard amb un dels seus coets (1926).

El primer esment d'un vol de tipus astronàutic està consignat en el mite grec d'Ícar, el pare del qual Dèdal li va fabricar unes ales de plomes unides per cera per escapar de Creta. Ícar va tenir la temeritat de volar en direcció al Sol, pagant amb la seva vida l'extrema curiositat, en fondre's la cera que unia les seves ales. Cyrano de Bergerac en la seva Història còmica d'un viatge a la Lluna (1650) descriu per primera vegada l'ús d'un sistema compost de coets de pólvora capaç d'elevar una nau en direcció a la Lluna. L'astronàutica va rebre un nou impuls amb l'obra de Jules Verne De la Terra a la Lluna (1866) que l'autor descriu, amb poc rigor científic, un viatge a la Lluna mitjançant un sistema balístic. L'obra de Verne va estimular l'interès per l'astronàutica i va donar origen al prolífic gènere literari de la ciència-ficció, la qual té en els viatges astronàutics una inesgotable font d'inspiració.

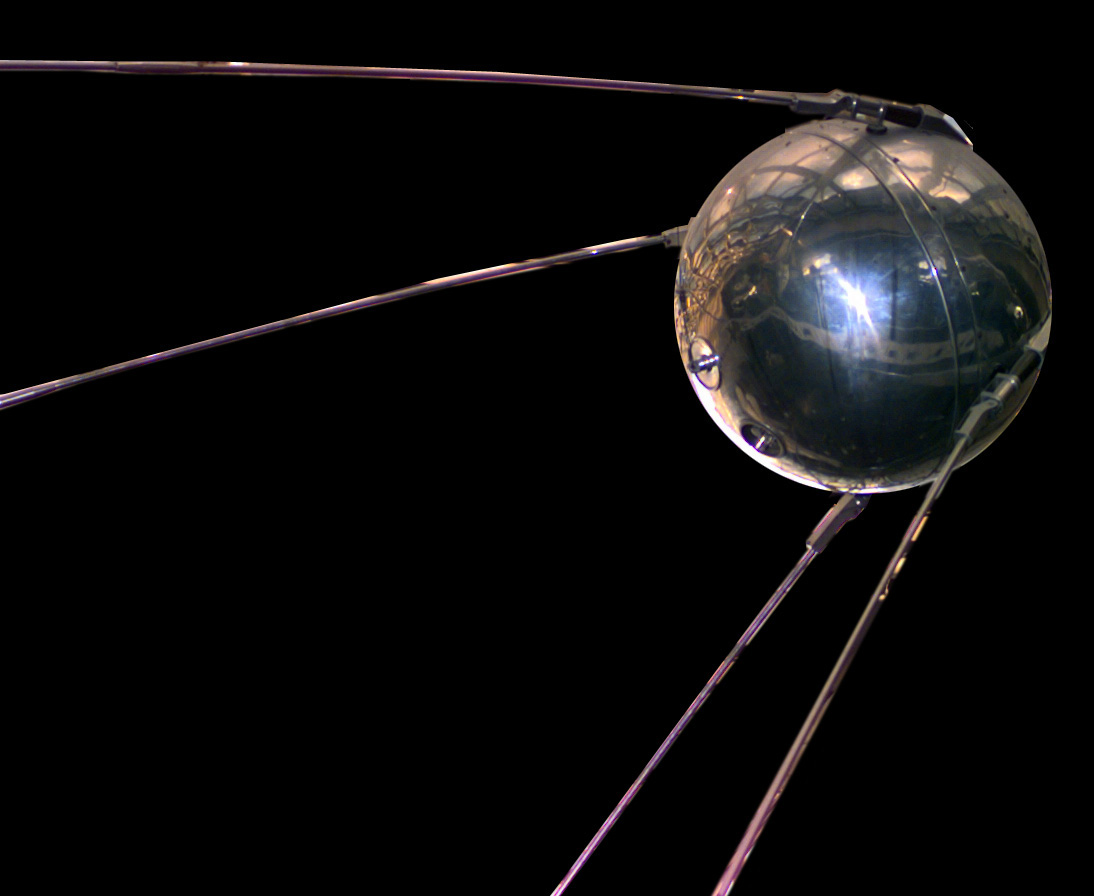
El satèl·lit Sputnik 1, en 1957.

A finals del segle xix, una sèrie d'enginyers i científics en diferents parts del món van centrar els seus esforços a dissenyar enginys propulsius, establint les bases teòriques i pràctiques de l'astronàutica actual. Entre ells destaquen l'enginyer peruà Pedro Paulet (1874-1945), el científic rus Konstantín Tsiolkovski (1857-1935), l'enginyer nord-americà Robert Goddard (1882-1945) i el físic romanès Hermann Oberth (1894-1989).
L'any 1927 es va fundar a la ciutat polonesa de Breslau la Societat Astronàutica, que va ser freqüentada per Hermann Oberth i Werner von Braun, entre uns altres. Un salt significatiu en el desenvolupament de l'astronàutica va ser la fabricació i utilització per a finalitats militars, per obra dels nazis, dels coets V2, que serien el model tecnològic que usarien els russos i els nord-americans per als seus propis enginys espacials en la dècada següent, després de la Segona Guerra Mundial.
Durant la dècada de 1950, Estats Units i la Unió Soviètica van competir per posar en òrbita el primer satèl·lit artificial. El 4 d'octubre de 1957, els soviètics van llançar l'Sputnik 1, fita que marca el començament de l'astronàutica pràctica. La carrera espacial desencadenada entre les dues superpotències va propugnar altres fites rellevants com l'arribada de l'ésser humà al espai, aconseguida pel cosmonauta soviètic Iuri Gagarin en 1961, o l'arribada de l'ésser humà a la Lluna, aconseguida pels astronautes nord-americans de la missió Apollo 11 Neil Armstrong i Buzz Aldrin, en 1969.

### Cronologia
| País           | Data                   | Fita                                                         |
| -------------- | ---------------------- | ------------------------------------------------------------ |
| Alemanya       | 20 de juny de 1944     | Coet V2, realitzant el primer vol suborbital de la Història. |
| Unió Soviètica | 4 d'octubre de 1957    | Coet R-7, amb el llançament del Sputnik 1.                   |
| Estats Units   | 31 de gener de 1958    | Coet Jupiter C, amb el llançament del Explorer 1.            |
| França         | 26 de novembre de 1965 | Coet Diamant, amb el llançament de l'Asterix A1.             |
| Espanya        | 19 de juliol de 1969   | Coet INTA-255, en un vol suborbital.                         |
| Japó           | 11 de febrer de 1970   | Coet L-4S, amb el llançament del Ohsumi.                     |
| Xina           | 24 d'abril de 1970     | Coet Llarga Marxa 1, amb el llançament del DFH 1.            |
| Regne Unit     | 28 d'octubre de 1971   | Coet Black Arrow, amb el llançament del Prospero X-3.        |
| Índia          | 18 de juliol de 1980   | Coet SLV, amb el llançament del Rohini RS-1.                 |
| Brasil         | 02 d'abril de 1993     | Coet VS-40, en un vol suborbital.                            |
| Ucraïna        | 21 d'abril de 1999     | Coet Dnepr-1, amb el llançament de UoSAT-12.                 |
| Argentina      | 6 de juny de 2007      | Coet Tronador I, en un vol suborbital de demostració.        |

## Disseny de vehicles espacials
Tot disseny d'un enginy espacial ha de prendre en compte el mitjà en què es desplaça, ja sigui l'atmosfera o el buit de l'espai exterior; la fi pel qual es dissenya, bé sigui transport de càrrega o éssers humans, investigació científica, comunicacions, militar; el sistema de propulsió ideat juntament amb els propel·lents emprats; i les forces gravitatòries que regeixen les trajectòries orbitals.

### Classificació dels vehicles espacials
Quant al segon aspecte (utilitat) els enginys espacials solen classificar-se en satèl·lits artificials, quan orbiten la Terra en funció d'alguna utilitat específica, com va ser per exemple el satèl·lit rus Sputnik I, primer objecte orbital lloc per l'home a l'espai, en astronaus, quan estan tripulades per almenys una persona i disposen de propulsant propi que els permet maniobrar a l'espai i/o en l'atmosfera, com per exemple els transbordadors, o com van ser els mòduls del programa nord-americà Apollo, sondes espacials, quan les naus estan destinades a la investigació en direcció a l'espai profund, sigui en demanda dels cossos celestes del Sistema Solar o fora d'ell, com per exemple les sondes del programa Viking, de la NASA, destinades a explorar Mart, i les estacions espacials, complexos orbitals entorn de la Terra que poden albergar un nombre major d'ocupants i amb mitjans de supervivència que els permetin llargues estades, com per exemple l'estació soviètica Saliut 1.

### Materials de fabricació

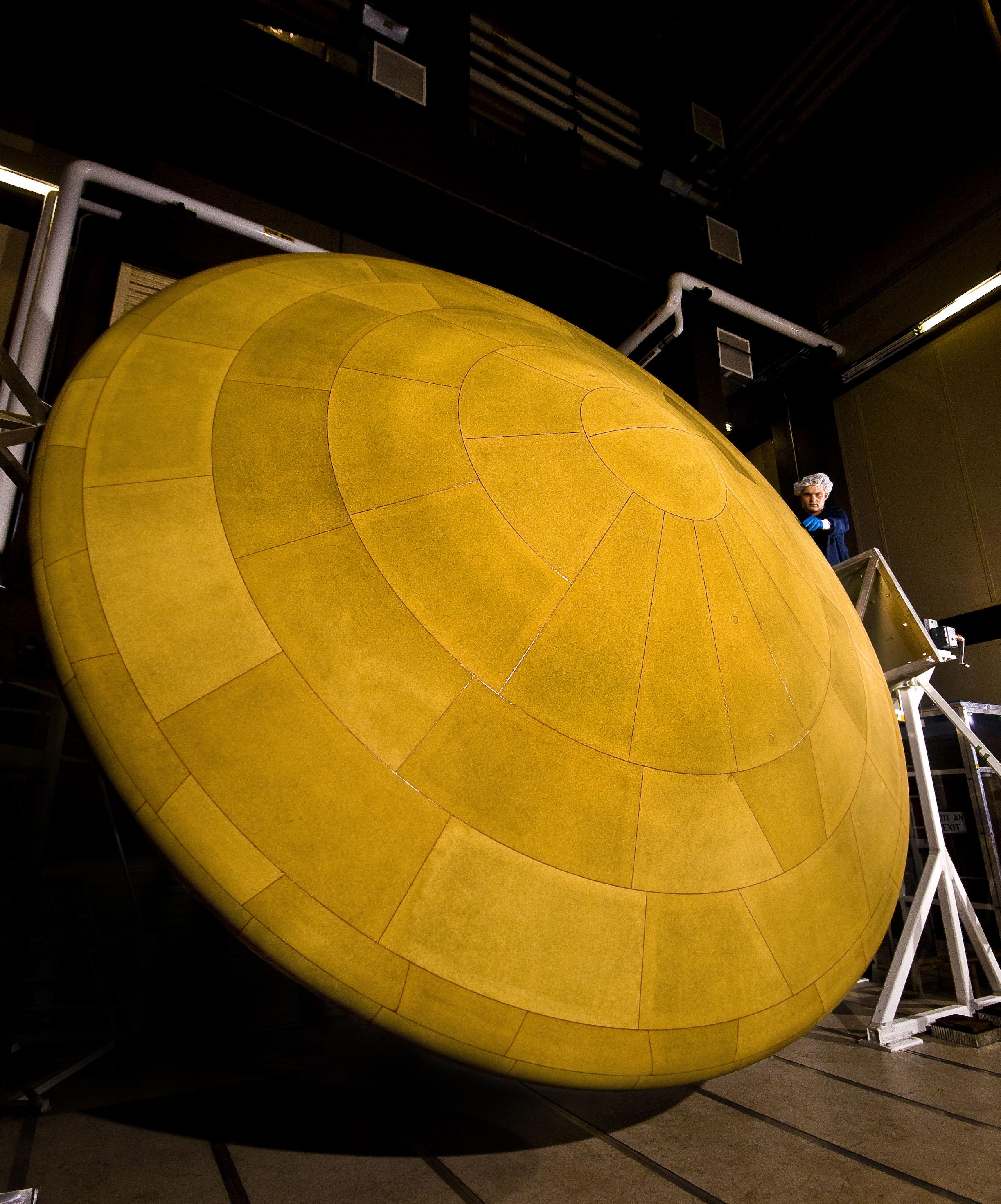
Escut tèrmic del Mars Science Laboratory (2011)

El disseny ha de contemplar una estructura capaç de resistir les acceleracions, l'impacte dels micrometeorits i l'acció dels vents solars, forces capaces de desestabilitzar qualsevol dels sistemes de les naus, inclusivament de provocar la seva inutilització parcial o destrucció total. Aquesta estructura està conformada per certs materials dotats de propietats que li permet enfrontar els rigors de l'enlairament, la navegació i el reingrés. Mitjançant avançats programes informàtics, els dissenyadors solen simular les condicions i tensions que hauran de suportar els materials i elements que conformaran els diversos aparells espacials.
Els materials compleixen amb elevats estàndards de resistència a l'impacte de micrometeorits, de gran capacitat refractària del calor, capaces de resistir les enormes pressions i vibracions que significa l'enlairament, l'acceleració o el frenat, absorbents al màxim possible de les mortals radiacions espacials, però alhora capaces de captar l'energia lumínica mitjançant la seva aplicació en els panells solars. No obstant això, els materials han de complir amb la limitació que imposa l'ús dels combustibles químics tradicionals, que exigeixen naus amb la menor massa possible: a menor massa de la nau, menor despesa de combustible i majors possibilitats de realitzar viatges llargs amb tornada inclosa (el cas de les astronaus); a major massa, majors despeses i menors possibilitats de realitzar l'anterior. Per exemple, la gran massa dels transbordadors de la NASA els impedeix realitzar vols extraorbitals (p. ex. d'exploració lunar) atès que les seves reserves de combustible són limitades. Per tant, l'ideal és que els materials utilitzats procurin el màxim de resistència, solidesa estructural i funcionalitat, però amb estalvi en tot el possible de massa.
El disseny de les naus que han de treballar en ambients molt hostils, amb condicions extremes de calor, fred o pressió, han de comptar amb una tecnologia que les faci suportar-les. Per exemple, les sondes espacials soviètiques de nom Venera, que van explorar Venus a partir de 1961, contemplaven en el seu disseny materials capaços de resistir temperatures que fonien el plom, podent operar per algunes hores a la superfície venusiana.

### Morfologia de les naus espacials
Les naus espacials travessen el mitjà atmosfèric tant en el llançament com en la reentrada, sempre que l'astre en qüestió estigui dotat d'atmosfera. Per aconseguir-ho, han adoptar una forma favorable a l'aerodinàmica d'un i un altre esdeveniment. Els estabilitzadors, superfícies de comandament, escuts tèrmics i sistemes de frenat per paracaigudes són utilitzats per a l'orientació en un mitjà gasós i per preservar la integritat de la nau a altes velocitats.
Si les naus han de desplaçar-se només a l'espai exterior, la seva forma no té l'obligació d'adoptar elements aerodinàmics, doncs en absència d'aire aquests elements són inútils. Per reorientar i redirigir els aparells, s'empren sistemes de control de reacció, motors de coet optimitzats per al buit i maniobres d'assistència gravitatòria, utilitzant als propis astres. Les estacions espacials constitueixen un bon exemple de la varietat de formes en els enginys espacials, ja que prescindeixen totalment d'elements aerodinàmics, doncs la seva funció no és navegar en l'atmosfera, sinó exclusivament a l'espai.
D'altra banda, la utilitat que se li assigni a una nau espacial condicionarà la seva morfologia, la seva massa i la seva grandària. Per exemple, la variació en les formes, massa i grandàries que tenen els satèl·lits és enorme, abastant des de la forma absolutament esfèrica (com el satèl·lit nord-americà Explorer IX, llançat al febrer de 1961 i de sol 6 kg de massa) fins a formes cilíndriques, còniques, estrellades, etc. Més condicionada pot resultar la morfologia dels diversos tipus de sondes, astronaus i estacions espacials, en què dominen certes estructures característiques: panells solars, antenes, coets, tancs de combustible, badies de càrrega i ales (com és el cas dels transbordadors), mòduls de servei (com és el cas de les astronaus d'exploració lunar), seccions modulars de construcció (com és el cas de les actuals estacions espacials), etc.
Quant als sistemes de propulsió i la gravetat a vèncer, la nau destinada a operar a partir d'un enlairament directe de la superfície terrestre, haurà de ser dissenyada per suportar les fortes tensions que significa el funcionament dels coets per un determinat espai de temps. Així mateix, haurà de comptar amb el volum suficient d'emmagatzematge de combustible, depenent de la missió que emprengui. Una nau tripulada destinada a l'exploració d'un cos celeste, té en general estructures d'emmagatzematge de major grandària que una no tripulada, doncs té contemplat el retorn a la Terra en el més breu lapse de temps, mentre que les no tripulades compten amb marges majors de temps, solen aprofitar amb eficiència els impulsos gravitatoris i són en la seva majoria d'un sol ús. El disseny haurà de tenir en compte el tipus de carburant o propulsant; fins avui els carburants usats són de tipus químic, i ocupen un cert volum.
La quantitat i la qualitat del combustible inicial, així com el sistema de propulsió, estaran en funció de la massa total de la nau. A major massa a elevar, major serà la despesa de combustible a utilitzar, per la qual cosa el disseny de la nau haurà de contemplar les mesures de volum i els materials de fabricació adequats, per sostenir una estructura capaç de suportar la força necessària que la portarà a l'espai, o la farà navegar en ell.

### Sistemes operatius
Tota nau espacial, independentment de la utilitat que tingui, està estructurada sobre la base dels següents sistemes operatius bàsics: propulsió, navegació, energètic d'alimentació (emmagatzematge, acumulació i distribució de l'energia elèctrica) i comunicació. La propulsió sol aconseguir-se mitjançant l'ocupació dels sistemes de coets; la navegació mitjançant l'ocupació de sofisticats sistemes computacionals, giroscòpics i direccionals i d'alarma; l'administració de l'electricitat mitjançant bateries, panells solars, transformadors, etc; la comunicació, mitjançant un sistema de radi i antenes especialment orientades.
Especial cura té el disseny de les naus tripulades; fora de tots els sistemes anteriors, les naus tripulades, i en particular les destinades al reingrés, compten amb una altra sèrie de sistemes addicionals: sistema de control de la temperatura i humitat interna, pressió i provisió d'aire, aliments i líquids, un volum interior mínim que permeti el treball i el descans dels astronautes, un d'accés i sortida de la nau per part dels seus ocupants, un sistema d'acoblament que permeti als astronautes accedir a un altre vehicle a l'espai, en fi, tots els sistemes necessaris per a la supervivència humana. A més, compten amb un eficient sistema d'aterratge, constituït per paracaigudes, o per ales i trens d'aterratge de caràcter aeronàutic, o especialment dissenyats per al descens en altres cossos celestes.

### Comunicacions
La comunicació espacial té com a objectiu la transmissió d'informació des d'i cap a la Terra o entre naus que es trobin operant en un determinat sector de l'espai. La necessitat de comunicació ha donat origen a la telemetria espacial, la que té per finalitat el portar el rastreig del moviment de les naus, així com la predicció de les seves posicions a l'espai i la transmissió de dades. Un paper fonamental de la comunicació espacial, tant entre les naus i la Terra, com entre les mateixes naus, ho juga, sens dubte, l'ocupació de les ones de ràdio, en la seva diverses gammes i freqüències, i en menor mesura, l'ocupació de mitjans òptics i lumínics. La comunicació radial ha de prendre en compte, en primer lloc, la distància entre les fonts emissores i receptores, que determinarà el temps transcorregut entre l'emissió i la recepció dels missatges: poc en els voltants de la Terra,i molt, en termes relatius, per a les naus que es troben a l'espai profund i que estableixen contacte amb el nostre planeta. Aquest últim aspecte ha estimulat, en el desenvolupament de les missions d'exploració als mons llunyans, la utilització de sistemes computacionals i robòtics cada vegada amb majors graus d'autonomia; d'aquesta manera se supleix en part la lentitud de les comunicacions.

## Propulsió espacial

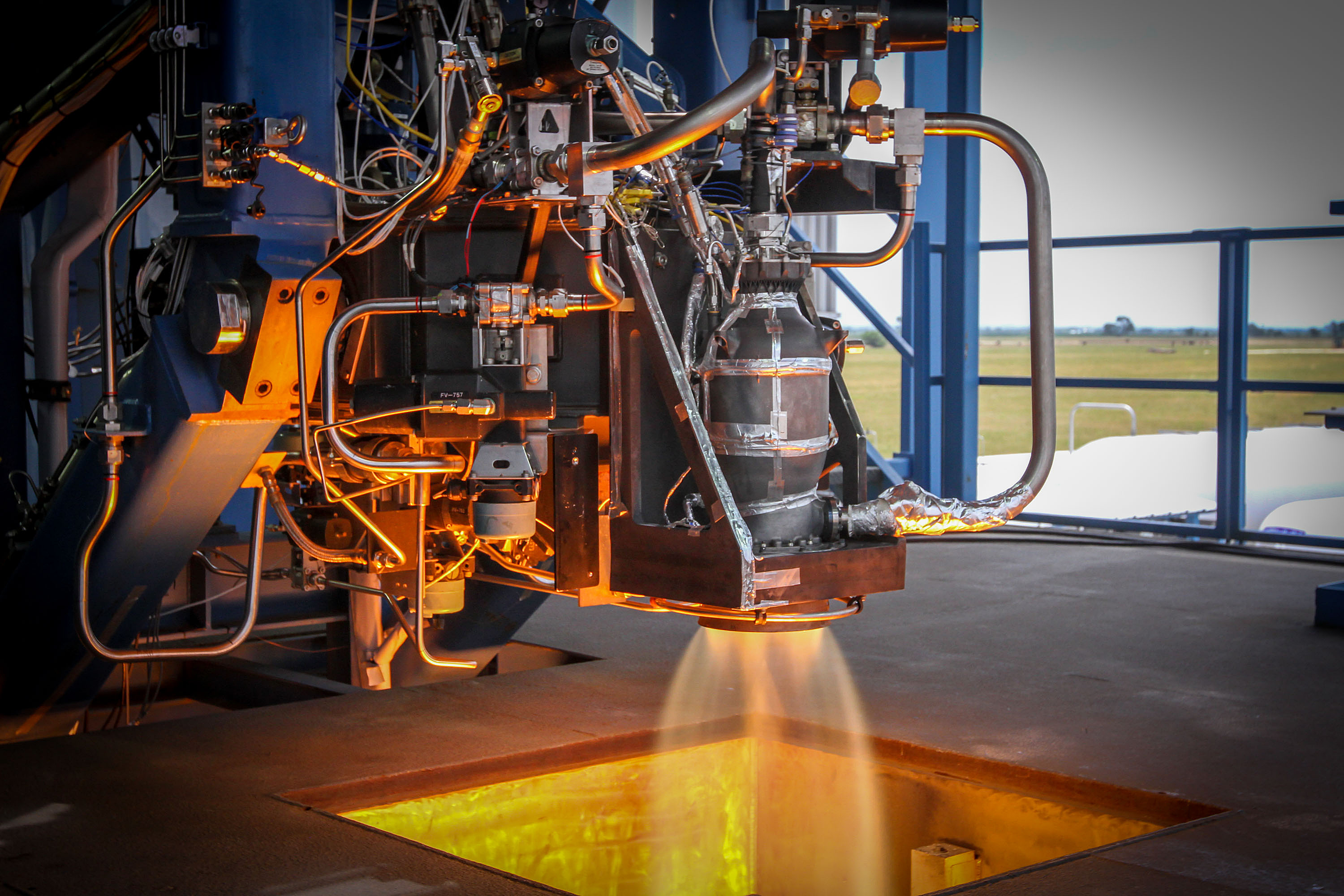
Motor coet SuperDraco de la companyia SpaceX en un banc de proves (2014)

El mitjà essencial de propulsió que tenen les naus espacials, especialment en la seva etapa d'enlairament, és l'ús del sistema de coets alimentat per propergols especials; també són usats per a la seva evolució orbital o per a la navegació profunda. Una vegada en òrbita les naus poden aprofitar l'impuls inercial -a la manera d'un projectil llançat per una fona- que els comunica moviment propi entorn de la Terra, per impulsar-se en direcció a l'espai profund, sigui en direcció a la Lluna, els altres planetes o fora del Sistema Solar.
En la seva forma bàsica, els coets destinats a l'astronàutica responen al següent disseny: una forma més o menys cilíndrica que té en el seu interior, per regla general, dos contenidors en què es troben els propergols a reaccionar: el de combustible (p.ex: hidrogen líquid) i el de comburent (p.ex: oxigen líquid). Tots dos es posen en contacte en el moment de l'encesa en una càmera d'ignició inferior; els gasos produïts en la combustió són projectats a l'exterior través d'una tovera. Gràcies al principi d'acció i reacció l'ejecció del gas en un sentit provoca el moviment de la nau en el sentit oposat. La velocitat de la nau, si solament es pren en compte la força d'embranzida proporcionada pels coets, dependrà de la velocitat d'ejecció dels gasos, i aquesta augmentarà en la mesura en què s'escalfin i disminueixin la seva densitat.
Els combustibles més usats són la hidrazina, el querosè, el hidrogen líquid i l'amoniac líquid. Els oxidants més usats són l'oxigen líquid, el peròxid de nitrogen i el peròxid d'hidrogen.
Les tècniques de llançament suposen, donada la gairebé impossibilitat d'obtenir l'embranzida a partir d'un únic sistema de coets, l'aplicació d'un sistema compost, és a dir, un vehicle en diverses etapes o seccions dotades de carburant propi, que es van desprenent en la mesura en què ho van esgotant, Els vehicles coneguts es traslladen a velocitat més o menys constant. El coet ho fa accelerant fortament en iniciar la seva marxa al mateix temps que disminueix notablement la seva massa. Aquesta gran acceleració contribueix a disminuir notablement la pèrdua per gravitació. Aquest disseny va arribar a l'extrem amb els gegantescs i poderosos coets Saturn V (de tres fases) capaces d'elevar 130 tones a una òrbita baixa i llançar 45 tones en direcció a la Lluna; un nou avanç ho va constituir el sistema compost dels transbordadors espacials, estructurat sobre la base de dos coets laterals i un gran contenidor central que alimenta el motor de les llançadores.
El tipus de propulsant que utilitzen les astronaus en l'actualitat, tant per desenganxar com per navegar a l'espai, és el constituït pels combustibles químics, ja siguin en estat líquid o sòlid, encara que tenen l'inconvenient que serveixen solament per a curts períodes d'acceleració, ja que s'esgoten ràpidament una vegada produïda la ignició. Un futur prometedor té l'aplicació de propulsió iònica, la qual permet llargs períodes d'acceleració en viatges de major distància, amb un cost relativament baix i amb la possibilitat teòrica d'aconseguir grans velocitats.
Altres sistemes de propulsió proposats es troben en etapa d'investigació teòrica. Exemples són: la propulsió lumínica (l'acceleració s'obtindria mitjançant la projecció de rajos lluminosos); la propulsió mitjançant veles solars (l'acceleració s'obtindria mitjançant la captació del vent solar); la propulsió nuclear (l'acceleració s'obtindria mitjançant una sèrie d'explosions nuclears controlades). Aquesta última ha estat prohibida per tractats internacionals, posant fi a antics projectes, com el Orió, consistint en una nau interestel·lar capaç d'aconseguir, teòricament, velocitats pràcticament lumíniques. Tots aquests projectes tenen com a dificultat pràctica el que les acceleracions obtingudes són molt progressives, la qual cosa implica dificultat en la seva aplicació als espais propers a la Terra, estant més aviat dissenyats per a vols a l'espai profund.
Mentre no es descobreixi algun principi de propulsió totalment aliè a la ciència i tecnologia actuals, seguirà sent la propulsió convencional mitjançant coets, a partir de la ignició de combustibles químics, el principal mitjà d'obtenir una acceleració ràpida de les naus espacials.

## Velocitats i trajectòries
Aquest tema té relació amb les velocitats de fuita que han d'aconseguir els enginys espacials al moment de desenganxar de la Terra o d'un altre cos celeste, les velocitats mínimes que han d'adquirir per sostenir una òrbita segura entorn de la Terra i els altres cossos, la velocitat mínima que han d'adquirir per aconseguir aquests o abandonar el Sistema Solar. El tema inclou el càlcul, l'execució i seguiment dels moviments orbitals de les naus entorn dels cossos celestes, les diferents altures a aconseguir en la realització de les òrbites, la determinació de les trajectòries més eficients en termes de despesa de combustible i temps d'aquelles naus que pretenen aconseguir els mons del Sistema Solar, tant interiors com a exteriors; així mateix, s'aborda el càlcul de les trajectòries de reentrada de les naus a l'atmosfera de la Terra.

### Velocitats còsmiques
Respecte a les velocitats que han d'aconseguir les naus, existeix una primera anomenada de satel·lització (7,9 km/s), que és la velocitat mínima que els permet sostenir una òrbita circular sense caure a la Terra. En augmentar la velocitat, les òrbites seran cada vegada més el·líptiques. En aconseguir els 11,2 km/seg (velocitat parabòlica) la nau s'allibera de l'atracció gravitatòria de la Terra i entra en la del Sol a la manera d'un petit asteroide. En aconseguir els 42 km/s (velocitat hiperbòlica) la nau és capaç d'alliberar-se de l'atracció del Sol, i escapar del sistema solar.
Com més a prop es trobi una nau orbitant la Terra, més ràpid haurà de moure's per sostenir la seva òrbita; en cas contrari, caurà en les capes altes de l'atmosfera. Per tant, el període de vida orbital de tota nau dependrà de l'altura que hagin aconseguit (p. ex. el satèl·lit Explorer I tenia una velocitat de 28.000 km/h per aconseguir un apogeu de 2.475 km a partir de la superfície). La durada de l'òrbita d'una nau dependrà de la distància en altura que hagi aconseguit.
Les òrbites satel·litàries poden ser descrites en qualsevol sentit amb relació a l'equador terrestre, encara que es prefereixen trajectòries predeterminades que permetin un segur rastreig per part de les estacions de Terra.
Quant a les trajectòries i velocitats requerides per a l'exploració de la Lluna, les naus han d'aconseguir el punt d'equilibri entre l'atracció terrestre i la lunar. La velocitat establerta per aconseguir aquest punt és de 10,9 km/s, la qual cosa permet als artefactes orbitar la Lluna sense el perill d'estavellar-se en la seva superfície o passar de llarg. A causa que la Lluna té una força de gravetat inferior a la de la Terra, la seva velocitat de fuita és de 2,3 km/s.
Les velocitats i trajectòries el·líptiques, que porten a les naus a l'exploració de la resta dels cossos celestes del Sistema Solar, planteja condicions de càlcul de trajectòries i velocitats més difícils, doncs s'han de prendre en compte una sèrie de factors: moviment de la Terra, atracció gravitatòria del Sol i dels planetes, proximitat o llunyania del cos a explorar, velocitat d'aquests cossos, capacitat de combustible i embranzida desenvolupats per la nau. En termes generals, resulta més fàcil per als científics i controladors l'exploració dels mons interiors del Sistema Solar que els mons exteriors; en el primer cas les naus aprofiten la força gravitatòria del Sol, mentre que en el segon han de vèncer aquesta força, i la dels altres cossos mitjançant una major despesa de combustible, i efectuant complexos càlculs de trajectòries que les facin aconseguir el seu objectiu. En aquest últim cas, les trajectòries triades solen ser les més llargues, però les més econòmiques en termes de despesa de combustible. Bàsicament, les naus destinades als mons exteriors, llançades en direcció a l'Est, han d'aprofitar la força inercial que els atorga el moviment de rotació de la Terra (uns 1.670 km/h), al que sumen el seu propi impuls proporcionat pels coets.
Prèviament a la realització del viatge al llarg de la trajectòria triada, les naus han de ser col·locades en una òrbita terrestre anomenada d'aparcament.
El millor moment per iniciar el viatge als planetes interiors (com és el cas de Venus) és quan aquests es troben en conjunció, és a dir, entre la Terra i el Sol. En canvi, per iniciar el viatge als planetes exteriors (com és el cas de Mart) s'ha d'esperar el moment en què aquests es troben en oposició, és a dir, de la part oposada del Sol respecte a la Terra.

### Navegació
Durant la navegació espacial, les naus han d'anar controlant permanentment la seva ruta mitjançant la guia de potents ordinadors, tant a bord com situades en Terra. Sorprenen els extraordinaris assoliments aconseguits en matèria del càlcul i control en l'època prèvia a la invenció dels microprocessadors, amb limitades velocitats de processament i de memòria per part dels ordinadors. En òrbita entorn de la Terra, l'horitzó del planeta és una referència vàlida per a l'orientació de les naus. Durant la navegació profunda, l'ordinador intern de la nau sol guiar-la usant una sèrie de referències estel·lars. L'estel Canopus és la més usada com a guia.
En tota navegació, i fins i tot en l'enlairament i en l'aterratge, juga un important paper el sistema d'alarma. Aquest sistema té com a finalitat avisar als tripulants i/o als ordinadors a bord, gràcies a les ordres de Terra, que s'han de corregir situacions de posició, trajectòria, impuls, moviment, o uns altres, o bé activar protocols de missió, o detectar fallades en els sistemes, o, en el pitjor dels casos, avisar d'un perill real. Tant el sistema d'alarma del control en Terra com el de la pròpia nau estan interconnectats, encara que en la mesura en què aquestes s'allunyin d'aquell en direcció als astres el sistema intern de la nau passa a exercir un paper més autònom.

### Tècniques de llançament
Les tècniques de llançament contemplen acurats controls interns dels sistemes de la nau, regits per un compte regressiu, i un acurat control de les condicions del temps atmosfèric. Una vegada acabada el compte comença la ignició de la fase inicial del sistema de coets. Aquest moment revesteix especial dramatisme, especialment per a les tripulacions que poden trobar-se a bord. La nau accelera amb constants impulsos per aconseguir la velocitat requerida. Les fortes tensions, el soroll i els moviments que genera l'embranzida, posa a prova la resistència dels materials i l'entrenament dels astronautes. Una vegada aconseguides les capes superiors de l'atmosfera el fregament de la nau disminueix, així com el soroll i el moviment. Les diverses seccions de la nau es van desprenent una a una i la nau entra en l'òrbita assignada.
Altres tècniques de llançament estan en fase de proposta teòrica: Catapulta electromagnètica proporcionarien l'acceleració de les naus mitjançant llargues rampes de llançament, aplicant el principi de l'electromagnetisme, a manera d'un "canó espacial". També s'ha pensat en la construcció d'un ascensor espacial, mitjançant un sistema d'ancoratge posat en òrbita. La proposta més factible, és la construcció d'una llançadora que desenganxi a manera d'un avió convencional, o que sigui llançada a una òrbita baixa per un transport aeri de gran altura.

### Reentrada
La fase de descens a la Terra genera una altra sèrie d'inconvenients que han de ser resolts. En primer lloc, determinar i encertar l'angle correcte de reentrada a l'atmosfera, un veritable "corredor" d'ingrés. L'angle no pot ser ni molt oblic ni molt vertical. Un angle molt vertical provocaria que la nau s'estavellés pràcticament amb la capa d'aire, augmentant fortament la fricció i la calor, la qual cosa ocasionaria la seva destrucció. Per contra, un angle massa oblic i a molta velocitat farà que la nau reboti en les capes superiors, descrivint una paràbola i passant de llarg; a menor velocitat la nau rebotarà, però ingressarà en l'atmosfera més enllà del punt fixat com a òptim. En un angle correcte i a la velocitat correcta, la nau tallarà progressivament les capes atmosfèriques superiors, disminuirà la seva velocitat, i reduirà els nivells de frec i calor. Prèviament al re-ingresso, la nau encén els seus coets de frenat, disminuint dràsticament la seva velocitat i perdent altura; durant el procés la nau ha de ser girada en tal forma que ofereixi el seu flanc més resistent a la zona de fricció. Afortunadament, les naus posseeixen un eficient escut tèrmic que dissipa la calor.
Fins al moment dos han estat els mètodes d'aterratge usats en les naus, en particular les tripulades: l'ocupació de paracaigudes, a partir d'uns 15 km d'altura, seguit per un amaratge (tècnica utilitzada pels EUA), o per un descens directe en terra (tècnica empleada per la ex-Unió Soviètica), o bé l'ocupació del mètode aeronàutic de planatge (transbordadors dels EUA) seguit d'un aterratge en una pista convencional.
Un moment de gran incertesa durant el reentrada, ho constitueix el pas de les naus per l'anomenada franja de silenci, que dura uns cinc minuts, produint-se a certa regió de l'atmosfera, i que suposa la interrupció completa de les comunicacions radials amb el control de terra.

## Exploració tripulada
L'objectiu essencial de tota missió tripulada consisteix a portar a l'espai en forma segura als éssers humans, permetre'ls la seva navegació i treball, i portar-los vius i en les millors condicions de salut de tornada a la Terra. La supervivència humana a l'espai està en funció de l'habilitació d'un medi ambient segur, sigui a l'interior de les naus, en l'exterior, al moment de l'enlairament, en la navegació, en l'exploració directa dels cossos celestes (ex: en l'allunatge), en el treball exterior, i en el re-ingresso i aterratge de les naus. El disseny d'aquest mitjà ha de recrear al màxim possible les condicions que l'organisme humà troba en la superfície terrestre, val dir, de pressió, temperatura, humitat, respiració, processos alimentosos, condícia, deixalles orgàniques, exercici, descans i somni. Per aconseguir això, la bioenginyera ha de prendre en compte els factors hostils que presenta l'espai al cos humà i que no solen trobar-se a la Terra: el buit espacial i la manca absoluta d'aire, les violentes oscil·lacions tèrmiques, l'acció del vent solar i els rajos còsmics, la presència dels micrometeorits, l'absència de gravetat, el trencament dels patrons de dia i nit, etc; a això se suma l'espai reduït que han de treballar els astronautes a l'interior de les seves naus i l'obligada convivència entre ells. Un factor clau en la supervivència humana, és el disseny interior i exterior de les astronaus i estacions espacials, així com el disseny dels vestits espacials.
Per enfrontar les difícils condicions de l'enlairament, de l'espai i el re-ingresso, els astronautes se sotmeten a programes de rigorós entrenament que intenten simular les diverses situacions: resposta enfront de l'acceleració extrema, a la ingravitació, a la navegació, al confinament, a la convivència, al treball, a la manutenció, a enfrontar situacions imprevistes, al re-ingresso en l'atmosfera. Solament els subjectes més aptes psicològica i físicament seran els seleccionats per a les missions.

### Enlairament
El primer problema que planteja el viatge espacial és l'enlairament mateix. Mentre no es descobreixi o inventi alguna cosa totalment diferent, l'aplicació de força bruta seguirà sent la forma més eficaç d'elevar una nau a l'espai, per la qual cosa els astronautes hauran de seguir suportant les fortes tensions que genera una acceleració violenta. En aquesta fase és fonamental la utilització dels vestits i seients especialment condicionats per minorar els seus efectes.

### Entorn espacial

#### Efectes de la ingravitació

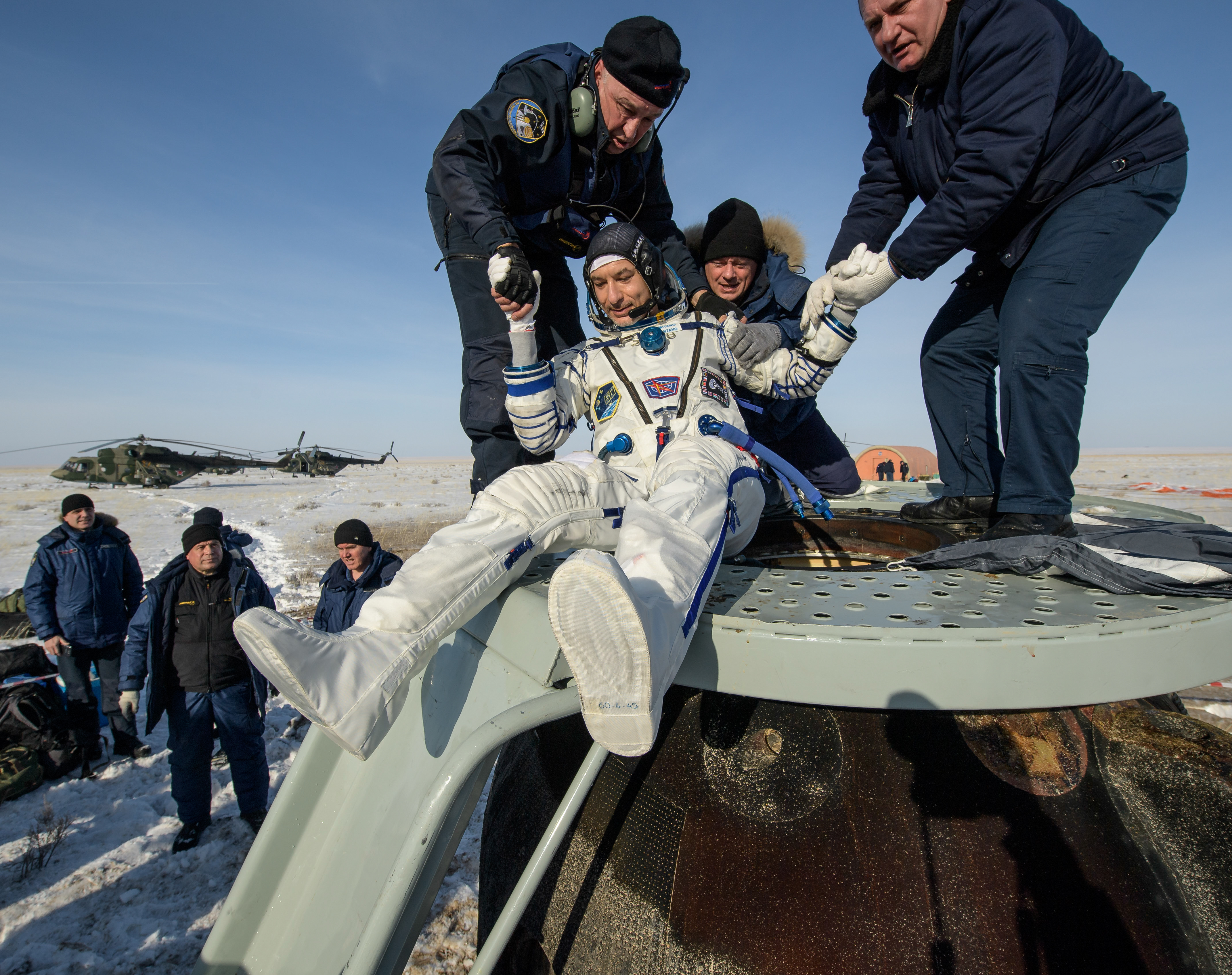
Aterratge de la nau Soiuz amb l'Expedició 61 a bord (2020).

En segon lloc està el problema de la ingravitació. La ingravitació obliga al cos humà a re-condicionar tots els seus sistemes, especialment, el cardiovascular, l'ossi i el muscular. La ingravitació provoca, durant els trajectes llargs, la pèrdua de teixit ossi i muscular, la qual cosa afecta fins i tot al cor. Aquests efectes negatius són combatuts mitjançant rigoroses rutines de exercici, la qual cosa contraresta, en part, la pèrdua de teixit.
La ingravitació ocasiona que les funcions més bàsiques, com alimentar-se i beure líquids, siguin experiències complexes; les partícules i els líquids tendeixen a surar lliurement per l'interior de la nau, la qual cosa pot ocasionar desperfectes; aliments i líquids són portats especialment preparats(compactes, hermèticament segellats). Un altre problema és l'evacuació de les deixalles orgàniques del cos, els quals solen ser processats, emmagatzemats i segellats per a una posterior anàlisi.
La ingravitació presenta especials problemes al treball extra-vehicular dels astronautes, que resulta molt complex en gravetat zero, doncs existeix la possibilitat d'allunyar-se accidentalment a l'espai, el cos tendeix a girar en realitzar moviments en treballar amb claus de collament, els mitjans de locomoció són limitats, etc; i a tot això se li suma la rigidesa del vestit espacial.
Però els astronautes no només han de sobreviure a la missió mateixa, sinó que també a la seva readaptació a les condicions de la Terra. Per a això han de seguir rigorosos programes mèdics de suport perquè els cossos recuperin les seves plenes capacitats en procés d'atròfia durant la missió.

#### Radiacions nocives
Una altra preocupació és l'acció de les radiacions solars i còsmiques, que són nocives per a la salut. Àdhuc disposant dels millors revestiments absorbents, tant en l'exterior com a l'interior de les naus, i en els vestits espacials, el cos humà està sotmès a majors nivells de radiació que en la superfície de la Terra, amb conseqüències a llarg termini imprevisibles.

#### Micrometeorits i escombraries espacials
Un altre motiu de preocupació és l'impacte dels micrometeorits, els quals poden perforar el casc de les nau o espatllar l'instrumental. Enfront d'això, les parets de les naus ofereixen una certa protecció, encara que no per cert enfront d'objectes de major grandària, els quals podrien impactar a desenes de milers de km/h. Afortunadament, la probabilitat de ser impactat per un meteorit de major grandària és ínfima, donada l'extensió de l'espai. Major perill revesteixen les deixalles espacials, és a dir, les miríades d'objectes que orbiten la Terra i que constitueixen les restes d'anteriors missions: la «ferralla espacial», que està formada per objectes que poden ser de dimensions minúscules (p.ex: una rosca despresa accidentalment) o de la grandària d'un autobús (p.ex: antics satèl·lits en desús). Encara que no s'hagin reportat accidents greus, aquests no es poden descartar. A pesar que les principals agències porten un acurat rastreig dels objectes de major grandària en desús, existeixen milers que no són detectats, i encara que la majoria d'ells acaba per caure tard o d'hora en l'atmosfera, existeixen sengles que es mantindran en òrbita per milers d'anys. Les escombraries espacials, en progressiu augment, constitueix, de no prendre's mesurades de contenció radicals, una sèrie amenaça per a la navegació orbital futura.

### Sistemes de suport vital

#### Aire i aigua
Donada l'absència total d'atmosfera a l'espai, tot l'aire respirable, així com els líquids, han de ser portats íntegrament de la Terra. És tasca essencial dels sensors a bord el control constant dels nivells d'oxigen i de diòxid de carboni, així com de la pressió. El diòxid de carboni sobrant és absorbit per materials adequats. D'altra banda, tècniques de generació de l'oxigen a partir d'un cicle natural, amb la presència d'algues resistents als rajos còsmics, s'han assajat des de la dècada de 1960. En aquest sentit l'alga chlorella és molt fàcil de conrear, es reprodueix ràpid i fins as pot menjar. Per la seva banda, el reciclatge de l'aigua usada està dins de les funcions de les missions.

#### Temperatura ambiental
És necessària la manutenció de la temperatura ambienti entorn d'uns 20 °C. El sistema elèctric té un paper cabdal en la calefacció o en l'extracció de la calor interna. Les violentes oscil·lacions tèrmiques externes obliguen a l'ús de materials de revestiment exterior (refractaris a la calor durant l'exposició al Sol) i interior (que impedeix la dissipació de la calor interior). És convenient que les naus girin lentament sobre si mateixes per evitar reescalfaments; també es pot revestir el vehicle, entre les parets exteriors i interiors, d'una capa de fluids destinats a absorbir la calor. A més, les naus compten amb mecanismes d'absorció d'energia solar i transmissió a l'interior per al seu aprofitament als moments en què orbiten el costat fosc de la Terra.
Inclusivament a l'interior de naus no tripulades, s'ha de mantenir una temperatura adequada i una atmosfera d'aire per evitar el mal funcionament dels instruments.

#### Vestits espacials
Com s'ha dit anteriorment, el vestit espacial revesteix cabdal importància per a la supervivència humana. Bàsicament, el vestit està format per quatre unitats essencials: el casc, el cos del vestit, els guants i el sistema de supervivència (reserves d'aire, bateria, sistema de comunicació, etc.), adossat en la seva major part en l'esquena de l'astronauta a manera d'una motxilla. El vestit és fabricat amb una sèrie de materials, disposats en successives capes de menor o major densitat, que li permet mantenir la pressió d'aire, la temperatura interna, controlar la humitat, absorbir fins a cert punt les radiacions nocives, defensar a l'astronauta de l'impacte de certs micrometeorits, i fins a, en ocasions, recollir les deixalles orgàniques. No obstant això, el vestit solament permet una mobilitat més aviat reduïda, donada la seva rigidesa. La utilització del vestit permet suportar millor les tensions de l'enlairament i de l'aterratge, del treball a l'espai extravehicular (manutenció, experimentació, implementació d'equips) o en l'exploració del sòl lunar. A més, és la millor garantia de supervivència en cas de donar-se una situació extrema.

### Estabilitat mental
Els astronautes han d'adaptar-se a treballar en espais més aviat petits. Al principi de l'exploració espacial la mobilitat era molt reduïda. Amb el programa Apollo va augmentar una miqueta l'espai disponible; però va anar gràcies a la implementació de les estacions espacials i els transbordadors que els astronautes van trobar majors disponibilitats d'espai, la qual cosa els ha permès un treball més folgat, una mica de privadesa, i la realització d'exercicis. Així i tot, els espais habitables segueixen sent reduïts.
La presència dels companys ajuda a l'astronauta dissipar el fort sentiment de solitud i llunyania que s'experimenta a l'espai, però alhora obliga a conviure i a suportar caràcters que poden mostrar-se dissimils. Solament la selecció d'equips de treball molt afermats, amb una mentalitat molt professional, ajuda a enfrontar els possibles problemes de convivència, especialment si les missions són de llarg alè. L'estabilitat psicològica dels astronautes és un dels objectius essencials del programa de supervivència espacial, permetent-se'ls conrear els seus espais recreatius, d'oci i comunicació amb els seus familiars en Terra.
La supervivència humana precisa una bona dosi d'iniciativa i treball en equip en cas de situacions imprevistes o, pitjor encara, perill extrem, com va ser l'accidentat viatge del Apollo XIII, astronau que en missió a la Lluna, va sofrir greus desperfectes, obligant a la seva tripulació a desplegar tota la seva intel·ligència per tornar sana i estàlvia a la Terra. Els astronautes tenen plena consciència que es troben sols, i que les solucions pràctiques de les contingències depèn solament d'ells. També és difícil l'adaptació dels astronautes als seus nous patrons de vigília i somni, atès que el cicle natural diürn i nocturn es trenca. En la mesura del possible, es tracta de mantenir els cicles de 24 h, establint horaris de descans, treball i recreació.

## Exploració i colonització espacial
La colonització de l'espai es planteja a llarg termini com a remei per evitar l'estancament i reculada de la civilització, així com la seva extinció fortuïta o autodestrucció. El físic Stephen Hawking ha reafirmat aquesta tesi, alertant de la necessitat urgent de colonitzar l'espai com un mitjà d'evitar l'extinció. A curt termini, la colonització de l'espai ha aportat dividends tecnològics, en investigació, desenvolupament de nova tecnologia espacial i productes derivats que són usats de forma massiva. Una limitant que pesa en l'opinió pública és el seu alt cost econòmic, a pesar que en la pràctica i a més llarg termini, l'activitat astronàutica es torna rendible.
Les accions tendents a l'exploració i l'ocupació progressiva de l'espai proper han estat dictades per múltiples interessos: prestigi polític, finalitats militars, demandes tecnològiques de sectors industrials, comunicacions, observació geogràfica o del clima, o el coneixement científic en si mateix. Aquests interessos s'han concretat en les següents accions generals d'exploració i colonització:
1. Una veritable «carrera espacial» entre els EUA i l'URSS durant la dècada dels 60 per adjudicar-se els assoliments de ser els primers en les successives fites: el primer objecte en òrbita, el primer home a l'espai, la primera caminada espacial, el primer objecte a ser llançat a un altre cos celeste, etc. Notables van ser les naus dels programes soviètics Vostok, Voskhod i Soiuz, i les nord-americanes Mercury, Gemini i Apollo.
2. La creació d'una densa xarxa de satèl·lits que orbiten el globus amb múltiples finalitats: militars (Samos, Vela, etc.), de telecomunicacions (p. ex., Telstar, Echo), de navegació aèria (p.ex, Transit), d'observació geodèsica, geogràfica i climàtica (p. ex., Nimbus, Tiros), d'experimentació biològica (p. ex., Bios, Cosmos), astronòmics (p. ex., Explorer), etc.
3. L'efectiva exploració de la Lluna per part d'un programa tripulat (Apollo) i l'exploració dels altres cossos del Sistema Solar per missions no tripulades, com van ser, per exemple, les sondes Lunar Orbiter (EUA), Luna (URSS), Mariner (EUA), Mars (URSS), Pioneer (EUA); s'han de destacar les naus Voyager 1 i Voyager 2 (EUA), els objectes artificials més allunyats de la Terra, en els límits del Sistema Solar i ja convertides en sondes interestel·lars.
4. La posada en òrbita d'observatoris espacials destinats a la investigació astronòmica i astrofísica (p. ex: el telescopi espacial Hubble).
5. L'experimentació amb noves substàncies i materials, i amb éssers vius, amb o sense aplicació industrial.
6. La realització de múltiples experiments científics en diferents camps i que solament es poden fer en microgravetat o gravetat zero.
7. La investigació sobre el comportament humà a l'espai per llarg períodes.
8. Investigació i engegada d'una sèrie d'astronaus que han permès un accés més expeditiu a l'espai: els transbordadors espacials
9. La difusió del coneixement obtingut per les agències, i l'aplicació per la indústria dels subproductes tecnològics que ha generat l'activitat astronàutica, que són d'ús massiu en l'actualitat. La difusió del coneixement ha fet que diversos països i agències facin activitats col·laboratives, estalviant-se costos econòmics.
10. Preparació de plans de re-exploració de la Lluna amb vols tripulats, instal·lació d'una base permanent en ella, l'exploració directa de Mart per una missió tripulada, etc., juntament amb la corresponent investigació de les possibilitats econòmiques que ofereix l'exploració i colonització de l'espai.
11. Creació de les estacions espacials, que són un pas clau en la colonització, ja que signifiquen la presència permanent de l'ésser humà a l'espai. Des de la dècada de 1970, s'ha vingut desenvolupant un progressiu esforç per crear i mantenir una sèrie d'estacions espacials que orbiten la Terra, així com un intens programa d'investigació sobre la supervivència humana per llargs períodes en l'ambient espacial. A la fi de la dècada de 1960, els soviètics van iniciar els primers temptejos en l'adreça de construir veritables estacions espacials, en acoblar amb èxit els seus satèl·lits Cosmos. Però va anar al començament dels 70 quan van aconseguir implementar una estació veritable: la Saliut 1. A aquesta van seguir diverses més fins a completar set. Posteriorment, els russos van dissenyar l'estació MIR, una avançada nau que va prestar fructífers serveis. Per la seva banda, els nord-americans van respondre amb l'estació Skylab, encara que després es van dedicar al disseny del programa de transbordadors. A partir de 1998, les principals agències espacials van decidir unir els seus esforços en la implementació de l'actual Estació Espacial Internacional.

Les estacions han possibilitat la creació d'ambients més amplis i acollidors per als astronautes, la possibilitat de dur a terme experiments científics sense els fitats límits de temps amb què expliquen les astronaus; les estacions són punts d'observació directa de les condicions climàtiques i una altra índole que es donen a la Terra, l'estada en les estacions ha permès estudiar detalladament el comportament psicològic i fisiològic dels humans, ja sigui en solitud o en companyia. Al principi hi ha la possibilitat d'usar les estacions com a ports d'embarcament cap a altres mons del Sistema Solar.
La presència humana a l'espai, aquesta vegada de manera permanent, planteja nous desafiaments i interrogants sobre els costos i beneficis que suposa la colonització, sobre el comportament de la fisiologia humana i les seves possibilitats d'adaptació a l'entorn espacial i d'altres mons, de les possibilitats efectives d'ocupar els mons propers, val dir, la Lluna i Mart, i de les possibilitats futures d'autosubstentació de la colonització.

## La investigació espacial al món

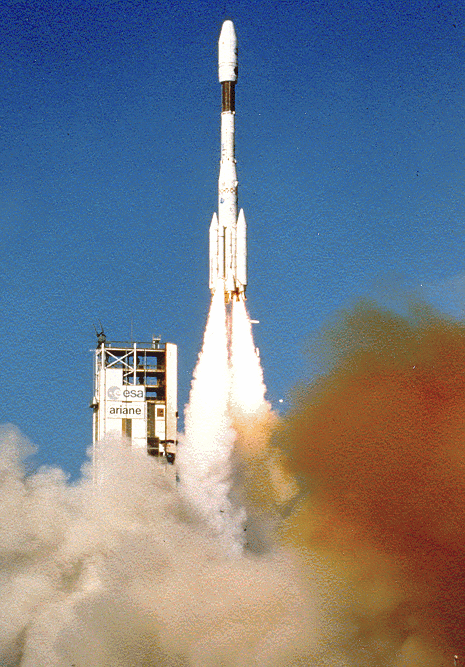
Desenganxi d'un coet Ariane.

A més dels programes espacials ben consolidats dels Estats Units, la URSS, Japó i Europa (a través de l'Agència Espacial Europea), s'ha produït la florida a partir dels anys 1980 de programes espacials en països en vies de desenvolupament, ja sigui en nacions amb certa tradició com la Xina (tercera agència espacial que ha dut a terme missions tripulades, després dels Estats Units i Rússia) o l'Índia (que posseeix llançadors de satèl·lits propis) com en unes altres que han començat recentment. Són destacables els programes espacials de Brasil, Mèxic, Xile i Argentina.
Per a alguns països en vies de desenvolupament, els satèl·lits artificials han suposat la forma més fàcil de millorar les seves xarxes internes de telecomunicacions, especialment en aquells que la seva orografia o altres causes fan difícils els mitjans de comunicació tradicionals. Tal és el cas dels satèl·lits domèstics que empra Indonèsia, o la sèrie de satèl·lits compartits per les nacions àrabs (Arabsat).

## Alguns científics relacionats amb l'astronàutica
- Konstantín Tsiolkovski
- Valentín Gluixkó
- Robert Goddard
- Serguei Koroliov (1907-1966)
- Alexei Leonov
- Hermann Oberth
- Eugen Sänger
- Wernher von Braun (1912-1977)